# 성내천
성내천(城內川) 은 올림픽공원 내에 위치한 몽촌토성을 돌아 잠실철교 부근에서 한강으로 유입되는 준용하천으로서 한강의 제1지류이다. 풍납토성 안쪽의 '성내리'(현재의 서울특별시 강동구 성내동)라는 마을을 관통하는 물줄기이기 때문에 붙여진 이름이다. 성내천은 남한산성의 위치한 청량산에서 발원하여 2km의 급경사 산간계곡을 따라 북서쪽으로 흘러 내리면서 서울특별시 마천동과 거여동을 거쳐 흐른다. 성내 제4교 부근에 성내천 인근 마천역에서 나오는 지하수를 이용하여 물놀이장, 인공폭포와 분수대등을 설치해 놓았다.

## 성내천 물놀이장

성내천 물놀이장

성내천 물놀이장은 2003년에 성내천 성내4교와 성내5교 사이에 설치된 놀이 시설이다. 2011년 12월부터 리모델링에 들어가 2012년 5월까지 리모델링 후 개장하였다.

## 성내천 주변의 문화재
- 풍납토성
- 몽촌토성